# Christmas CD
Christmas CD (também chamado de Christmas EP ou simplesmente Christmas) é um EP lançado pela banda americana de rock alternativo Weezer a 13 de Dezembro de 2005, pela editora Geffen Records, em exclusivo para o iTunes. O álbum apresenta músicas que foram gravadas originalmente pela banda em 2000 como parte de um CD de Natal que foi enviado para os membros de clubes de fãs dos Weezer. A capa do CD mostra os membros da banda vestidos em fatos de Pai Natal.
O extended play foi relançado digitalmente em 13 de dezembro de 2005, sob o nome Winter Weezerland

## Especulação
Uma mensagem subliminar colocada no website oficial da banda levantou especulação sobre o Winter Weezerland, através da colocação nos fóruns de fãs de comentários que admitiam o lançamento do EP. Apesar de muitos fãs acreditarem que as faixas seriam apenas um relançamento do CD de Natal de 2000 (o que acabou por acontecer), muitos fãs acreditavam que o EP conteria novas versões de Natal de faixas clássicas dos Weezer, incluindo um grupo que acreditava que seriam lançadas músicas nunca antes ouvidas, seguindo a tradição popular dos Weezer intitulada "Holiday Treats".

## Reacção
Muitos fãs queixaram-se que o lançamento do EP foi completamente desnecessário, já que existiam versões em MP3 das músicas disponíveis para download na secção de multimédia do site oficial da banda. A Geffen Records removeu as músicas do site pouco depois de várias revisões do EP no iTunes referirem que existiam versões em MP3 gratuitas no website da banda.
Algumas respostas a e-mails do arquivista dos Weezer, Karl Koch, sugeriam que a banda não esteve envolvida no lançamento do EP e que a decisão foi tomada de forma independente por parte da editora da banda, a Geffen Records. Karl afirmou num e-mail enviado a um fã,
| “ | E sim, eu já estava a imaginar o que [a Geffen/iTunes] estava a fazer, na minha consciência eu estava do tipo 'er... ok...' por esse (Winter Weezerland) EP. Eu vou estar a tentar trazer algo de novo/inesperado no futuro, logo se vê. | ” |

A repercussão da base de fãs devota dos Weezer foi de algum modo mínima, com muitos dos fãs a colocarem comentários negativos no iTunes e outros a inundar os fóruns dos Weezer com comentários depreciativos em relação à banda, apesar de não ter existido qualquer envolvimento da banda no lançamento do EP. Em 2008, o EP foi removido da iTunes Store.

## Lista de Faixas
| N.º            | Título                  | Compositor(es) | Duração |  |
| 1.             | "The Christmas Song"    | Rivers Cuomo   | 3:11    |  |
| 2.             | "Christmas Celebration" | Rivers Cuomo   | 2:24    |  |
| Duração total: | Duração total:          | Duração total: | 5:35    |  |

## Pessoal
- Rivers Cuomo — guitarra principal, vocalista
- Patrick Wilson — bateria
- Brian Bell — guitarra, vocalista de apoio
- Mikey Welsh — baixo, vocalista de apoio